# L'ultimo testamento della sacra Bibbia
(L'ultimo testamento della sacra Bibbia)
L'ultimo testamento della sacra Bibbia è un romanzo dello scrittore statunitense James Frey pubblicato per la prima volta, sia in inglese che in italiano, nel 2011.

## Trama
Ben Zion Avrohom nasce a New York da due genitori di origine ebraica, Isaac e Ruth. Sebbene la madre cerchi di negarlo, sa perfettamente che Isaac non è il padre naturale, e questo manda in pezzi il loro matrimonio: Isaac detesta Ben, che simboleggia in qualche modo il tradimento della moglie, e diventa violento nei suoi confronti e anche nei confronti di Ruth. Quello che Isaac non sa è però che la sua compagna non lo ha mai tradito: Ben è stato concepito senza un rapporto sessuale, e questo è solo uno dei tanti segni che spinge a pensare che quel bambino sia il nuovo Messia.
Un giorno, quando Ben ha quattordici anni, il padre muore di infarto. Jacob, il fratello maggiore di Ben, diventa il nuovo capofamiglia e caccia Ben di casa. Da quel momento Ben scompare per ben sedici anni, durante i quali sia la madre che la sorella minore Esther lo cercano per tutta la città.
Ben ricompare in un ospedale in cui era finito dopo un grave incidente sul lavoro: mentre si occupava della sicurezza in un cantiere edile, una lastra di vetro gli era precipitata addosso ferendolo gravemente. Fra lo stupore dei chirurghi che lo operano, Ben sopravvive. Leggendo la notizia sui giornali, Esther riesce così dopo tanto tempo a ritrovare il fratello e convince Jacob, che si è convertito al cristianesimo obbligando tutta la famiglia a farlo, ad accoglierlo nuovamente in casa.
Durante una cena in famiglia Ben bacia appassionatamente davanti a tutti il giovane omosessuale Jeremiah, stretto collaboratore di Jacob in parrocchia, scatenando le ire di quest'ultimo. Ben viene selvaggiamente pestato dal fratello e nuovamente cacciato di casa.
Ben si rifugia allora nel sottosuolo di New York, dove vive una comunità di barboni guidati da una specie di santone di nome Yahya. La polizia fa però irruzione nel loro covo e arresta tutti per detenzione di armi illegali.
Jacob, saputo dell'arresto del fratello, usa tutto il denaro della parrocchia per pagare la cauzione e liberarlo. A convincerlo a fare questo è il reverendo Luke, che ha sentito parlare molto delle gesta di Ben e si è convinto che sia il Messia tornato sulla Terra.
A Ben viene applicata una cavigliera elettronica in modo che la polizia possa controllarne gli spostamenti, ma dopo qualche tempo se ne libera e torna nell'appartamento in cui viveva prima dell'incidente al cantiere. Qui scopre che la sua casa oramai è stata data in affitto ad altre persone, così va a vivere da Mariaangeles, una vicina di casa con cui ben presto stringe un legame che va oltre l'amicizia.
La polizia però è ora sulle sue tracce e Ben sa di non poterle sfuggire a lungo se resta in città, così si fa convincere da una ragazza conosciuta per caso, Judith, ad andare a vivere con lei in una vecchia fattoria lontana da New York. Inizialmente in questa fattoria vanno a vivere Ben, Judith, Mariaangeles e Mercedes, la figlioletta di Mariaangeles; ma con il tempo si trasferiscono qui almeno altre settanta persone, molte delle quali avevano conosciuto Ben negli anni precedenti ed erano rimaste folgorate dalle sue prediche. La fattoria si trasforma così in una specie di comunità in cui si pratica l'amore di gruppo e la notte si ascolta Ben parlare di Dio, con cui afferma di avere un contatto diretto.
Un giorno alla fattoria arriva Esther che chiede a Ben di tornare a New York per aiutare la madre: Jacob infatti l'ha cacciata di casa senza motivo e ora la donna è malata e ricoverata in un ospedale. Ben torna così in città e va a parlare con Jacob, che però lo imprigiona in una stanza della parrocchia e avvisa la polizia di aver catturato il fuggiasco.
Ben si trova così costretto a fronteggiare un processo, ma si rifiuta di collaborare con il suo avvocato e con la corte. In attesa delle udienze Ben viene quindi rinchiuso in un pericolosissimo carcere, dove comincia a predicare anche fra i detenuti. Il processo però non viene celebrato in quanto diverse perizie psichiatriche hanno dichiarato Ben incapace di intendere e di volere. Così viene assegnato a una casa di cura per malattie mentali, che lo sottopone a una serie di interventi che si conclude con una lobotomia: da quel momento Ben diventa un vegetale incapace di qualsiasi contatto con il mondo circostante.
Mariaangeles continua comunque ad andarlo a trovare e a spingerlo in carrozzina sul molo davanti all'oceano. Un giorno, dopo essersi voltata per un minuto per rispondere a una telefonata, Mariaangeles trova la carrozzina vuota. Ben è scomparso per sempre.

## Struttura del romanzo e personaggi
Il romanzo viene raccontato in prima persona da una serie di personaggi che hanno avuto un contatto diretto con Ben durante la loro vita:
- Mariaangeles: diciottenne ragazza madre di origine ispanica, lavora come lap dancer e vive nel Bronx. Ben, con il solo potere della parola, la libera dalla dipendenza dal crack.
- Charles: è il capo della sicurezza del cantiere in cui lavora Ben. È testimone dell'incredibile incidente a cui Ben sopravvive inspiegabilmente.
- Alexis: è il chirurgo che opera Ben dopo l'incidente. Durante l'intervento vede il cuore di Ben fermarsi e ripartire da solo più volte, senza defibrillazione.
- Ruth: madre di Ben.
- Esther: sorella di Ben.
- Jeremiah: omosessuale ed ex-tossicodipendente, si è convertito al cristianesimo dietro le pressioni di Jacob, ma fatica a sedare i suoi naturali istinti. Con un suo bacio, Ben gli farà capire che non c'è nulla di male se un uomo ama un altro uomo.
- Adam Schiff: rabbino amico del padre di Ben, è convinto delle origini divine del ragazzo.
- Matthew: è un senzatetto che vive nella comunità di Yahya nel sottosuolo. È testimone di numerose crisi epilettiche di Ben, durante le quali lo sente parlare in lingue sconosciute.
- John Guilfoy: agente dell'FBI che arresta Ben insieme a tutta la comunità di barboni. Con poche parole, Ben riesce a liberarlo dal dolore per la perdita del figlio che lo affliggeva da anni.
- reverendo Luke: artefice della conversione di Jacob al cristianesimo, abbandona la sua fede tradizionale dopo aver parlato per poche ore con Ben ed averlo visto tramutare l'acqua in vino.
- padre Mark: prete cattolico, dopo l'incontro con Ben si convince del fatto che la Bibbia sia solo un vecchio libro pieno di storie inventate, e rinuncia così ai voti.
- Judith: ragazza solitaria con gravi problemi di autostima, spalanca poi le porte della fattoria in cui vive a Ben e a tutti quelli che vogliono unirsi a loro.
- Peter: è l'avvocato assegnato d'ufficio a Ben per affrontare il processo.

## Edizioni
- James Frey, L'ultimo testamento della sacra Bibbia, traduzione di Bruno Amato, I°, Guanda, 2011,  p. 319, ISBN 978-88-6088-467-1.